# Sinan Erdem Dome
Het Sinan Erdem Dome (Turks: Sinan Erdem Olimpik Spor Salonu) is een multifunctioneel stadion in het Europese deel van Istanboel, een stad in Turkije. Het telt 22.500 zitplaatsen voor concerten, 16.000 bij het basketbal en het tennisgedeelte van het stadion telt ruim 13.000 zitplaatsen. Het is het grootste multifunctionele indoorstadion van Turkije en de op drie na grootste van Europa (al geldt dat niet voor het basketbalcomplex). Het Sinan Erdem Dome is vernoemd naar Sinan Erdem, een voormalig Turks volleyballer en voormalig hoofd van het Turks Nationaal Olympisch Comité. Dit laatste deed hij van 1989 tot aan zijn dood in 2003. Onder meer het WK basketbal 2010, de WK kortebaanzwemmen 2012, de WTA Tour Championships 2011, WTA Tour Championships 2012 en EK basketbal 2017 werden of worden hier georganiseerd.